# Vœu de chasteté

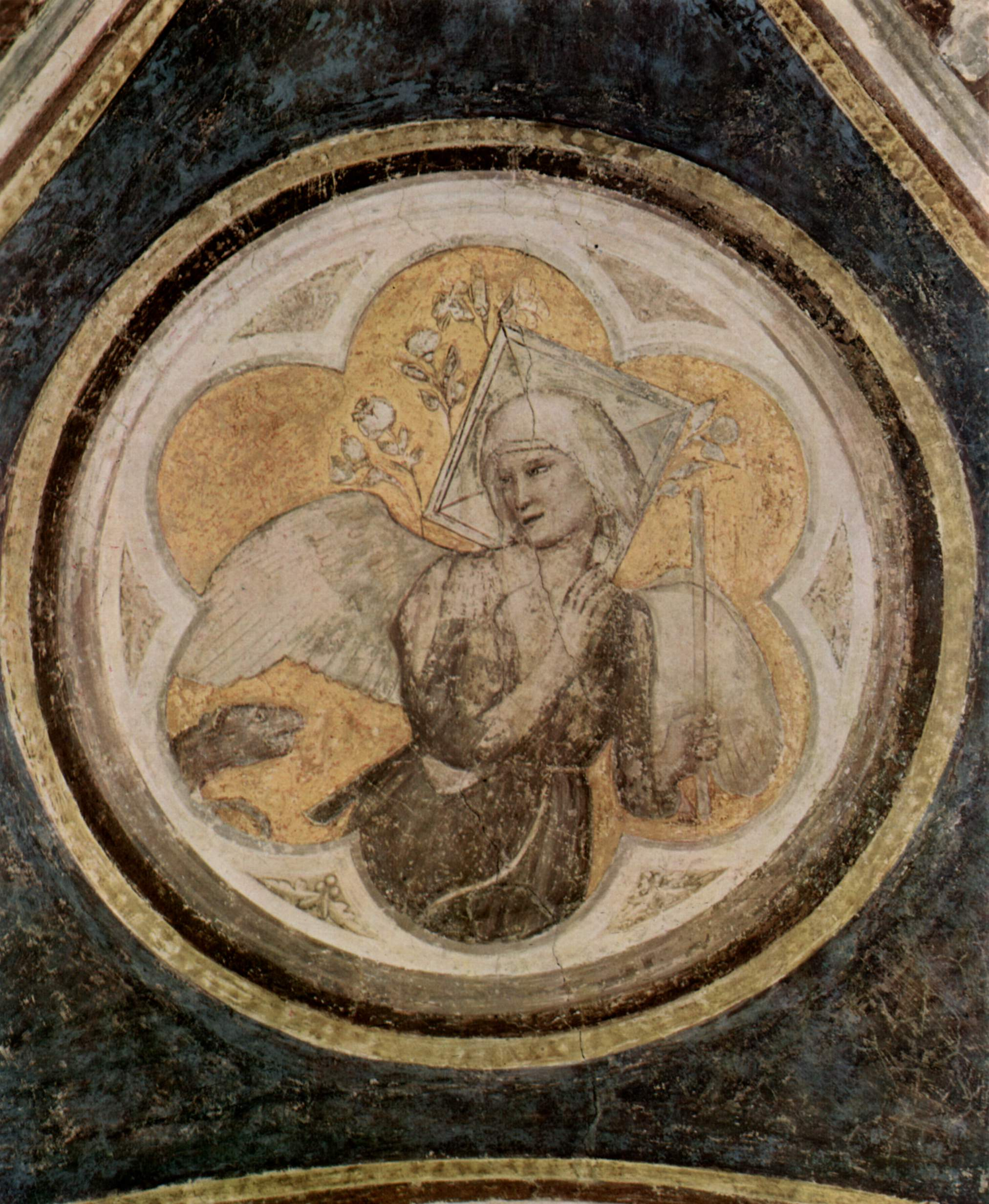
Chapelle Bardi, Florence, allégorie de la chasteté par Giotto di Bondone.

Le vœu de chasteté est un vœu religieux à vivre dans la chasteté.

## Définitions religieuses

### Église catholique

#### Définition de la vertu de chasteté
Dans l'Église catholique, il est l'un des trois vœux principaux (avec le vœu de pauvreté et le vœu d'obéissance) que prononce un homme ou une femme qui, à la suite d'une période de probation (le noviciat), est admis dans un ordre ou une congrégation religieuse. Ce vœu peut également être prononcé par des laïcs engagés dans un Tiers-ordre.
Il est généralement présenté comme l’expression d’un engagement. Mais celui ou celle qui fait ce vœu, dans l’idéal, ne le vit pas comme une contrainte mais comme l’expression de la fidélité qui découle de « l’amour vrai »[Quoi ?].
La chasteté ne doit pas être confondue avec la continence qui consiste à se priver volontairement de toutes pratiques sexuelles. Même l'abstinence peut être non-chaste.
La vertu de chasteté est la liberté de pouvoir aimer Dieu et son prochain de manière désintéressée, l'engagement à aimer Dieu par-dessus toutes choses, et à aimer les autres de l'amour même que Dieu leur porte. La pratique de cette vertu exprime le désir conscient, pour le chrétien, de respecter chaque personne comme le demande la loi de Dieu, : ne pas utiliser sa propre position (responsable de formation, père supérieur du monastère, prêtre, ancien, etc.) pour agir avec « autorité » sur la personne, et satisfaire ses propres désirs (orgueil…).
La chasteté intègre, et impose un apprentissage de la maîtrise de soi, afin de s'affranchir de l'esclavage de ses passions et pulsions, pour pouvoir librement aimer les autres et Dieu (sans subir l'esclavage de sa propre sensibilité). C'est un travail de longue haleine, jamais terminé, qui est aussi une grâce et un don de Dieu.

#### Impact du vœu de chasteté
Si la chasteté a un impact direct sur la sexualité des membres du clergé régulier et séculier en imposant, en conséquence de leur célibat, l'abstinence sexuelle, la chasteté - et même le vœu de chasteté pour les moines - a surtout un impact beaucoup plus large puisqu'il consiste à aimer toute personne en vérité en respectant pleinement sa liberté, se mettant à son service pour l'aider à grandir (dans la foi, dans l'unification de tout son être) ; et donc à ne pas utiliser sa propre position (responsable de formation, père supérieur du monastère, prêtre, ancien…) pour agir avec « autorité » sur la personne, et satisfaire ses propres désirs (orgueil, volonté de puissance…).

#### Les vœux dans l'Église catholique
Dans l'Église catholique, les prêtres ne font pas de vœux, mais ils s'engagent au célibat et à obéir à leur évêque. Les prêtres doivent vivre (comme tout chrétien) dans la chasteté, l'obéissance et le détachement des biens matériels (la pauvreté).
Les religieux (appelés moines ou moniales s'ils font partie d'un ordre contemplatif, ou simplement religieux ou religieuses sinon) prononcent les trois vœux (pauvreté, chasteté, obéissance). La chasteté à laquelle le religieux est appelé est la même que celle de tout chrétien (prêtre ou laïque), son engagement est plus fort : du fait de son vœu, tout manquement à la chasteté cause un péché plus grave pour lui que pour un autre chrétien qui n'aurait pas prononcé ce vœu.
Les laïques peuvent, s'ils le souhaitent, prononcer des vœux, dont le vœu de chasteté, après leur entrée dans un Tiers-ordre. Par exemple, dans l'ordre du Carmel, les personnes entrant dans le Tiers-Ordre carmélite prononcent, lors de leur engagement dans l'ordre, un engagement à vivre les vertus évangéliques d'obéissance, de chasteté et de pauvreté (cet engagement ne constitue pas un vœu en tant que tel). Cependant, le laïque peut, librement, prononcer ses vœux d’obéissance et de chasteté (cependant, ces vœux ne font pas de lui un religieux, et préservent son statut de laïque).

### Protestantisme
Martin Luther jugeait ce vœu légitime dans la mesure où il était possible de le révoquer et s’il n’était pas adopté pour obtenir un mérite ou par contrainte, mais « gratuitement et librement ». « Si vous obéissez à l’Évangile, vous devez maintenir la liberté du célibat, si vous ne le faites pas, vous n’obéissez pas à l’Évangile (…) La chasteté votive s’oppose donc diamétralement à l’Évangile ».